# ريد روك ويست
ريد روك ويست (بالإنجليزية: Red Rock West)‏ هو فيلم جريمة تم إنتاجه في الولايات المتحدة وصدر في سنة 1993. الفيلم من إخراج جون داهل وكتابة جون داهل. من بطولة نيكولاس كيج ودينيس هوبر ولارا فلين بويل.

## الميزانية والإيرادات
بلغت تكلفة إنتاج الفيلم حوالي 7000000 دولار بينما حقق أرباحا تقدر بـ 2502551 دولار.

## روابط خارجية
- ريد روك ويست على موقع IMDb (الإنجليزية)
- ريد روك ويست على موقع ميتاكريتيك (الإنجليزية)
- ريد روك ويست على موقع روتن توميتوز (الإنجليزية)
- ريد روك ويست على موقع نتفليكس (الإنجليزية)
- ريد روك ويست على موقع ألو سيني (الفرنسية)
- ريد روك ويست على موقع Turner Classic Movies (الإنجليزية)
- ريد روك ويست على موقع أول موفي (الإنجليزية)
- ريد روك ويست على موقع بوكس أوفيس موجو (الإنجليزية)
- ريد روك ويست على موقع فيلمافينيتي (الإسبانية)
- ريد روك ويست على موقع قاعدة بيانات الأفلام السويدية (السويدية)